# رولاند دبليو. بيتس
رولاند دبليو. بيتس (بالإنجليزية: Roland W. Betts)‏ هو منتج أفلام أمريكي، ولد في 25 مايو 1946.

## وصلات خارجية
- رولاند دبليو. بيتس على موقع إن إن دي بي (الإنجليزية)